# Groupe de travail interministériel « Gisements de sécurité routière : les deux-roues motorisés »
 (août 2009).
Si vous disposez d'ouvrages ou d'articles de référence ou si vous connaissez des sites web de qualité traitant du thème abordé ici, merci de compléter l'article en donnant les références utiles à sa vérifiabilité et en les liant à la section « Notes et références ».
Le groupe de travail interministériel « Gisements de sécurité routière : les deux-roues motorisés » s'est réuni de 2006 à 2008 sur la thématique des deux-roues motorisés, afin d'analyser les statistiques (blessés et morts) sur les deux-roues motorisés, puis de comprendre les causes les plus fréquentes et les plus graves des accidents avant de proposer des mesures suivant un calendrier. Les mesures (impact, coût, calendrier) ont été quantifiées. Le rapport a été publié à La Documentation française en 2008.

## Problématique
Alors que les statistiques de mortalité et concernant les blessés s'améliorent chaque année depuis l'impulsion présidentielle de 2002, avec une baisse générale de 40 %, la part des deux-roues motorisés n'a cessé de progresser au point d'atteindre 25 % des tués en 2007. Pourtant, ils ne représentent que 1 % de la circulation environ, soit une sur-représentation de 25 fois.
À l'aide de statistiques issues des études officielles (Observatoire national interministériel de la sécurité routière : ONISR) et des études issues de la recherche (UMRESTTE, INRETS) aussi bien épidémiologiques, les accidents impliquant les deux-roues motorisés ont été appréhendés. Pour limiter les causes d'accidents (formation des motards) et leur nombre, puis les conséquences de ces derniers (mesures de protection sur le motard, l'infrastructure, etc.), un certain nombre de mesures quantifiées (coût, effet attendu en nombre de vies sauvées, moyens de mise en œuvre) ont été proposées.

## Conclusions
Dans ses conclusions, le rapport « Gisements  de sécurité routière : les deux-roues motorisés » rappelle des faits essentiels : la vulnérabilité des deux-roues motorisés , un « glissement continu » vers la conduite de véhicules toujours plus puissants, un moindre respect des limitations de vitesse, une prise de risques volontaire en moyenne plus importante que chez les conducteurs d'autres véhicules. Conduire un deux-roues motorisé est ainsi vingt fois plus dangereux que conduire une automobile, et la proportion de motards parmi les tués sur la route est en constante augmentation au moment de la parution du rapport d'autant plus que la mise en place des radars automatiques n'a pas eu beaucoup d'impact sur les motards qui échappent largement à ce système.
Par ailleurs, l'absence de grands constructeurs français de motocycles et le peu de moyens consacrés à l'étude de l'accidentalité des deux-roues expliquent également la situation française : conduire une motocyclette en France serait entre trois et quatre fois plus risqué que dans des pays comparables comme l’Allemagne, l’Autriche, le Danemark, les Pays-Bas, la Suède ou encore la Suisse.
Le rapport recommande la mise en œuvre d'une politique spécifique « fondée sur l’articulation d’actions et de recherches en matière d’éducation, de formation, de prévention, de dissuasion et de sanction, seule méthodologie opérante pour faire du deux-roues motorisé un mode de transport durable et sûr », face à l'urgence de la situation. il y a en effet davantage de motards que d'automobilistes blessés graves, alors que les deux-roues motorisés ne représentent que 1,5 % du trafic routier.
Il propose un total de 74 mesures dont 27 prioritaires, la première de ces mesures étant « Rendre obligatoire l’installation d’une plaque minéralogique à l’avant des deux-roues motorisés. », de façon à les soumettre au système de Contrôle-Sanction Automatisé.

## Liste des membres du groupe
- Président : Régis Guyot, préfet
- Secrétaire général : Laurent Ricci, conseiller scientifique du directeur de la recherche du ministère chargé des transports et de l'écologie
- Secrétaire adjoint : Cédric Loescher, chargé de mission recherche en sécurité routière, mission transport du MEDAD
- Hervé Astre : directeur de la région centre-ouest Atlantique, Macif Prévention
- Philippe Barret : directeur de Moto Journal
- Léonard Campione : ancien délégué général du CEESAR
- Marie-Claire de Franclieu : conseillère de la déléguée interministérielle à la sécurité routière
- Benoît Hiron : chef du groupe Sécurité des déplacements et usagers, CERTU
- Bernard Laumon : directeur de l'UMRESTTE, INRETS
- Daniel Lemoine : chargé d'études, Sétra
- Philippe Lermine : chef de l'unité Sécurité routière, DDE 34
- Dominique Michel : chef de l'unité Sécurité routière, ville de Toulouse
- Maxime Moutreuil : accidentologiste « deux-roues motorisés », CEESAR
- Yves Page : directeur-adjoint du LAB, PSA-Renault
- Denis Redon : Monsieur Moto national, DSCR
- Thierry Rouanet : chef d'escadron, bureau de la sécurité routière, DGGN
- Georges Salinas : commissaire de police, chef de la circonscription de Fontainebleau, DDSP 77
- Pierre Van Elslande : accidentologiste, INRETS